# 玄甲
玄甲（げんこう）は、中国の甲冑・鎧の形式の1つ。
青銅や皮革で作られた甲冑が一般的だった時代に、鉄製の甲冑に使われた呼び名。前漢の頃から、製鉄技術の発達によって鉄製の武器が普及すると、青銅製の武具ではその攻撃に耐えられなくなり、甲冑にも鉄が使用されるようになった。「玄」は古代中国では黒色を示す字で、鉄の表面が黒光りすることからこの名で呼ばれた。